# 騎行
騎行（きこう、フランス語: Chevauchée フランス語発音: [ʃəvoʃe]）は、文脈上で「プロムナード（散歩）」か「騎兵の突撃」を意味する。中世の戦争においては敵を弱体化するために行われる敵領土の生産拠点（村落）への焼討ちや略奪を行う襲撃を意味する。14世紀以降は戦争の仕方が包囲戦になったため減少した。
イベリア半島では、この種の侵攻をカバルガータ（スペイン語：Cabalgata、古い綴り：cavalgada）と呼ぶ。イスラム圏のガーズィー razzia も同様である。
敵を挑発したり、為政者の支持を低下させ人心を引き離す離間計としての効果を持つ。また、大量の難民を要塞化された拠点に押し寄せさせる効果もあるが触れられていない。

## 歴史
11世紀の征服王ウィリアム1世の時代には行われていたが、百年戦争でより戦術的に使用されるようになり、ティエラシュ戦役（1339年、エドワード3世による）、クレシー戦役（1346年、エドワード3世による）、大騎行（1355年、エドワード黒太子による）、エドワード黒太子の騎行（1356年、エドワード黒太子による）、キャンドルマスの焼き討ち（1356年、エドワード3世による）が挙げられる。